# Square d'Urfé
Le square d'Urfé est une voie privée du 16e arrondissement de Paris, en France.

## Situation et accès
Le square d'Urfé est une voie privée située dans le 16e arrondissement de Paris. Il débute au 118, boulevard Suchet et se termine au 27, avenue du Maréchal-Lyautey.

## Origine du nom
Il porte le nom du romancier et poète français, Honoré d'Urfé (1567-1625).

## Historique
Ce square est créé et prend sa dénomination actuelle en 1932 sur l'emplacement du bastion no 62 de l'enceinte de Thiers. Les deux immeubles d'habitation qu'il dessert ont été livrés en 1934.

## Bâtiments remarquables et lieux de mémoire
L'écrivain et réalisateur André Cayatte résidait avec sa compagne Christiane Ségard au no 1 lorsqu'il l'a épousée le 1er avril 1940 à la mairie du 16e arrondissement.
Le square Alfred-Capus et le bois de Boulogne sont situés à proximité de la voie.